# 1369

## Събития
- Превземането на Одрин

## Родени
- Ян Хус, Чешки национален герой

## Починали
- 15 август – Филипа д'Авен, кралица на Англия